# Mitel
Mitel Networks est une entreprise canadienne fondée en 1972.

## Histoire
Déjà implantée depuis quelques années en France, c'est en 2003 que Mitel déploie le réseau Auchan sur près de 220 sites et 35 000 postes IP. Il s'agissait alors du plus grand réseau de téléphonie IP européen jamais constitué. Mitel pesait, en 2006, 10 % du marché européen de la téléphonie IP. 
En 2013, Mitel et Aastra Technologies fusionnent pour devenir le numéro deux en France et le numéro un en Europe de l'Ouest. 
En 2014, sous l'impulsion de Rich Mcbee, Mitel change de logo, recentre sa stratégie sur les marchés verticaux, le cloud, les centres d'appel en quittant le legacy c'est-à-dire les autocommutateurs traditionnels[réf. à confirmer]. En avril 2016, Mitel annonce l'acquisition de Polycom, une entreprise californienne d'équipements téléphonique, pour 1,96 milliard de dollars. Les actionnaires de ce dernier tenant 60 % de l'ensemble créé, qui gardera le nom de Mitel et sera basé à Ottawa.

## Activité
En 2005, le groupe pesait 387 millions de dollars de chiffre d'affaires et employait 1 800 personnes. La zone EMEA représente près de 40 % du CA, avec une moyenne d'environ 10 % de parts de marché en téléphonie IP (ToIP) (18 % au Royaume-Uni et entre 8 et 10 % en France). La croissance sur la zone Europe est de 60 %.